# 賽賽區
25°03′S 33°39′E / 25.050°S 33.650°E
賽賽區（葡萄牙語：Xai-Xai），是莫桑比克的行政區，位於該國南部，由加扎省負責管轄，首府設於雄圭內，面積1,908平方公里，2007年人口166,488，人口密度每平方公里87人。